# Distretto di Namdong
Namdong (Hangŭl: 남동구; Hanja: 南洞區) è un distretto di Incheon. Ha una superficie di 56,9 km² e una popolazione di 381.895 abitanti al 2005.